# Rospigliani
Rospigliani es una comuna y población de Francia, en la región de Córcega, departamento de Alta Córcega.
Su población en el censo de 1999 era de 78 habitantes.

## Demografía
| 120 | 121 | 95 | 72 | 62 | 78 |
| Para los censos de 1962 a 1999 la población legal corresponde a la población sin duplicidades (Fuente: INSEE [Consultar]) |     |    |    |    |    |

- Datos: Q288693
- Multimedia: Rospigliani / Q288693

1. ↑  Worldpostalcodes.org, código postal n.º 20242.
2. ↑  INSEE, Datos de población para el año 2012 de Rospigliani (en francés).